# Ken Huszagh
Kenneth Arthur Huszagh (* 3. September 1891 in Chicago; † 11. Januar 1950 in Delray Beach) war ein US-amerikanischer Schwimmer.

## Karriere
Huszagh war Teil des US-amerikanischen Teams bei den Olympischen Sommerspielen 1912. In Stockholm gewann er mit der Staffel über 4 × 200 m Freistil Silber und als Einzelsportler über 100 m Freistil Bronze.
Nach der Teilnahme arbeitete er für die American Mineral Spirits Company und stieg dort bis zum Präsidenten auf.

## Privates
Seine Vorfahren väterlicherseits stammten aus Österreich-Ungarn.